# 神戶動畫獎
神戶動畫獎（日语：／）是神户市神户动画实行委员会设立的动画奖项，被认为是动画的振兴事业。由当地电台關西電台的长寿节目《青春ラジメニア》主持人岩崎和夫、南香織主持颁奖。

## 简介
神戶動畫獎由日本神戶市以及「動畫神戶實行委員會」共同企劃，当时的实行委员长是东京大学研究生院教授浜野保树，实行委员长由神谷明担任。目的是发掘优秀的动画作品、制作团体或个人。1996年首次舉辦動畫神戶賞，2015年的第二十回為最後一屆，之後改以其他形式延續該獎項活動精神。

## 歷屆神戶動畫獎獲獎名單

### 第1屆（1996）
- 個人賞 庵野秀明  ，監督，新世紀福音戰士監督
- 特別賞 藤子・F・不二雄
- 最佳劇場映畫作品  GHOST IN THE SHELL／攻殼機動隊
- 最佳電視動畫作品 新世紀福音戰士
- 最佳商業包裝作品 非常偶像Key
- 最佳網路媒體作品 ジャングルパーク
- 最佳動畫主題曲 《ゆずれない願い》-《魔法騎士》OP1

### 第2屆（1997）
- 個人賞 宮崎駿  ，監督，龍貓、風之谷監督
- 特別賞 野澤雅子
- 最佳劇場映畫作品  魔法公主
- 最佳電視動畫作品 少女革命
- 最佳商業包裝作品 新機動戰記GUNDAM W 無盡的華爾茲
- 最佳網路媒體作品 新世紀福音戰士：鋼鐵戀人

### 第3屆（1998）
- 個人賞 渡邊慎一  ，監督，小豬萬萬歲監督
- 特別賞 大塚康生
- 最佳劇場映畫作品  神奇寶貝劇場版：超夢的逆襲
- 最佳電視動畫作品 星際牛仔
- 最佳商業包裝作品 櫻花大戰 櫻華絢爛

### 第4屆（1999）
- 個人賞 大地丙太郎，監督，《柳生十兵衛-愛心眼帶的秘密》監督
- 特別賞 小山高生
- 最佳劇場映畫作品 庫洛魔法使劇場版：小櫻的香港之旅
- 最佳電視動畫作品 ∀GUNDAM
- 最佳商業包裝作品 《青之六號》
- 最佳動畫主題曲 《おジャ魔女カーニバル！！》-《小魔女Doremi》OP

### 第5屆（2000）
- 個人賞 沖浦啓之 ，監督，人狼 JIN-ROH監督
- 特別賞 斯波重治
- 最佳劇場映畫作品  庫洛魔法使劇場版：被封印的卡片
- 最佳電視動畫作品 無限的未知
- 最佳商業包裝作品 莎木一章橫須賀
- 最佳網路媒體作品 《シェンムー 1章 橫須賀》&《ポケットモンスター銀》
- 最佳動畫主題曲 《WE ARE！》-《海賊王》OP1

### 第6屆（2001）
- 個人賞 北久保弘之  ，監督，《BLOOD THE LAST VAMPIRE》監督
- 特別賞 大河原邦男
- 最佳劇場映畫作品  神隱少女
- 最佳電視動畫作品 ANGELIC LAYER 天使領域
- 最佳商業包裝作品 《グランツーリスモ3 A-spec》
- 最佳網路媒體作品 《ファンタシースターオンライン》
- 最佳動畫主題曲 《W-Infinity》-《GEAR戰士電童》OP

### 第7屆（2002）
- 個人賞 原惠一  ，監督，《蠟筆小新劇場版-風起雲湧！猛烈！大人帝國的反擊》監督
- 特別賞 丸山正雄
- 最佳劇場映畫作品  貓的報恩
- 最佳電視動畫作品 翼神世音
- 最佳商業包裝作品 《星之聲》
- 最佳網路媒體作品 《ファイナルファンタジーXI》
- 最佳動畫主題曲 《For　フルーツバスケット》-《幻影天使》OP

### 第8屆（2003）
- 個人賞 黑田洋介  ，人設，交響詩篇人設
- 特別賞 松本零士
- 最佳劇場映畫作品  千年女優
- 最佳電視動畫作品 機動戰士GUNDAM SEED
- 最佳商業包裝作品 《戰鬥妖精雪風》
- 最佳網路媒體作品 《Grand‐Ma》
- 最佳動畫主題曲 《明日へのbrilliant road》-《宇宙星路》OP

### 第9屆（2004）
- 個人賞 神山健治  ，監督，攻殼機動隊 STAND ALONE COMPLEX監督
- 特別賞 渡邊繁
- 最佳劇場映畫作品 攻殼機動隊2 INNOCENCE
- 最佳電視動畫作品 鋼之鍊金術師
- 最佳商業包裝作品 《ジャングルはいつもハレのちグゥFINAL》
- 最佳網路媒體作品 《スキージャンプ·ペア》
- 最佳動畫主題曲 《DANZEN!ふたりはプリキュア》-《光之美少女》OP

### 第10屆（2005）
- 個人賞 吉田健一  ，人設，交響詩篇人設
- 特別賞 九里一平
- 最佳劇場映畫作品  機動戰士Z高達-星之繼承者
- 最佳電視動畫作品 巖窟王
- 最佳商業包裝作品 《飛越巔峰2》
- 最佳網路媒體作品 《まゆとろ THE TOONS》
- 最佳動畫主題曲 《ハッピー☆マテリアル》-《魔法老師》OP2

### 第11屆（2006）
- 個人賞 長濱博史  ，監督，蟲師監督
- 特別賞 哆啦A夢聲優群（大山羨代、小原乃梨子、野村道子、肝付兼太、立壁和也）
- 最佳劇場映畫作品  穿越時空的少女
- 最佳電視動畫作品 涼宮春日的憂鬱
- 最佳商業包裝作品 聖光之翼
- 最佳網路媒體作品 《柔軟戰車》
- 最佳動畫主題曲 《ハレ晴レユカイ》-《涼宮春日的憂鬱》ED

### 第12屆（2007）
- 個人賞 今石洋之  ，監督，天元突破-紅蓮螺巖監督
- 特別賞 高畑勛
- 最佳劇場映畫作品  盜夢偵探
- 最佳電視動畫作品 Code Geass 叛逆的魯路修
- 最佳商業包裝作品 攻殼機動隊S.A.C.Solid State Society
- 最佳網路媒體作品 《Second Life》
- 最佳動畫主題曲 《拿去吧！水手服》-《幸運☆星》OP1

### 第13屆（2008）
- 個人賞 磯光雄  ，電腦線圈監督、原作、腳本
- 特別賞 辻真先
- 最佳劇場映畫作品  福音戰士新劇場版：序
- 最佳電視動畫作品 Code Geass 叛逆的魯路修R2
- 最佳商業包裝作品 從缺
- 最佳網路媒體作品 《Vocaloid「初音ミク」》
- 最佳動畫主題曲 《三角愛戀》-《超時空要塞 Frontier》OP1

### 第14屆（2009）
- 個人賞 加藤久仁生 ，《回憶積木屋》監督，該片獲得了奧斯卡最佳動畫短片獎
- 特別賞 雪室俊一
- 最佳劇場映畫作品  機器人瓦力
- 最佳電視動畫作品 東之伊甸
- 最佳商業包裝作品 從缺
- 最佳網路媒體作品 《涼宮春日醬的憂鬱&Nyoron☆小鶴屋學姐》
- 最佳動畫主題曲 《Don't say "lazy"》-《輕音少女》ED1

### 第15屆（2010）
- 個人賞 細田守  ，監督，夏日大作戰原作
- 特別賞 美峰株式會社
- 最佳劇場映畫作品  涼宮春日的消失
- 最佳電視動畫作品 K-ON！輕音部2
- 最佳商業包裝作品 從缺
- 最佳網路媒體作品 《初音未來感謝祭演唱會39's Giving Day》
- 最佳動畫主題曲 《only my railgun》-《科學超電磁炮》OP1

### 第16屆（2011）
- 個人賞 岡田麿里  ，腳本家，未聞花名、花開物語系列構成
- 特別賞 出崎統
- 最佳劇場映畫作品  超時空要塞F～戀離飛翼～
- 最佳電視動畫作品 魔法少女小圓
- 最佳商業包裝作品 從缺
- 最佳網路媒體作品 義呆利 Axis Powers
- 最佳動畫主題曲  《侵略ノススメ☆》— 《侵略！花枝娘》 OP1

### 第17屆（2012）
- 個人賞 上松範康 ，作曲家，歌之王子殿下、戰姬絕唱 原作、音樂
- 特別賞 三次元株式會社
- 最佳劇場映畫作品  轻音少女剧场版
- 最佳電視動畫作品 輕鬆百合
- 最佳商業包裝作品 從缺
- 最佳網路媒體作品 《觸摸偵探小澤里奈》《菇菇栽培研究室》
- 最佳動畫主題曲 《太陽曰く燃ぇょカォス》—《襲來！美少女邪神》OP

### 第18屆（2013）
- 個人賞 水島努 ，監督，侵略！花枝娘、xxxHOLiC 監督
- 特別賞 河森正治
- 最佳劇場映畫作品  言葉之庭
- 最佳電視動畫作品 進擊的巨人
- 最佳動畫主題曲 《紅蓮の弓矢》—《進擊的巨人》OP

### 第19屆（2014）
- 個人賞 岸誠二 ，監督
- 特別賞 京都動畫
- 最佳劇場映畫作品  劇場版 魔法少女小圓［新篇］叛逆的物語
- 最佳電視動畫作品 LoveLive!
- 最佳動畫主題曲 《シドニア》—《銀河騎士傳》OP

### 第20屆（2015）
- 個人賞 水島精二 ，監督
- 特別賞 安彦良和
- 最佳劇場映畫作品  攻殼機動隊 新劇場版
- 最佳電視動畫作品 白箱
- 最佳動畫主題曲 《ジョジョ その血の記憶〜end of THE WORLD〜》—《JoJo的奇妙冒險》OP